# Luisa Maria van België
Luisa Maria Anna Martine Pilar van België (Brussel, 11 oktober 1995), prinses van België, aartshertogin van Oostenrijk-Este, is het vierde kind van Lorenz, aartshertog van Oostenrijk-Este en prinses Astrid van België.
Prinses Luisa Maria is dertiende in de lijn voor troonopvolging van België.
Via haar vader is ze een afstammeling van Karel I, de laatste keizer van Oostenrijk en koning van Hongarije, en van keizerin Zita.